# Kisovnik
Kisovnik je potok, ki nabira svoje vode v okolici Horjula in se preko potoka Šujica oz. Horjulščice pri Dobrovi kot desni pritok izliva v reko Gradaščico. Sodi v porečje Ljubljanice.